# Francesc Pujada
Francesc Pujada, de nom de naixement François Pujade, també anomenat Francesc Pujade, (Arles, Vallespir, 1903 — Arles, Vallespir, 1975) va ser un activista cultural i folklorista nord-català.

## Trajectòria
Nascut l'any 1903 a la localitat nord-catalana d'Arles, va destacar en la seva faceta d'excursionista amb activitats en el territori, com ara el recorregut que va realitzar l'any 1928 amb bot pneumàtic a través de les Gorges de la Fou del Vallespir. Aquell mateix any va fundar el Club Excursionista d'Arles i l'any 1938 el Sindicat d'Iniciatives d'Arles. No obstant això, anys després, va guanyar notorietat pública amb la instauració de la tradició de la Flama del Canigó.
De conviccions profundament cristianes, es va inspirar en el poema èpic Canigó, escrit el 1886 per mossèn Cinto Verdaguer, per tal de vincular la tradició dels focs de la nit de Sant Joan i el cim del Canigó. Va ser així com, l'any 1955, juntament amb Esteve Albert i Josep Deloncle, va encendre el foc al cabdal del cim. L'any 1963, juntament amb Joan Iglesias, va iniciar el costum de baixar la flama i encendre fogueres a la Catalunya del Nord, que posteriorment s'expandiria per tots els Països Catalans. En aquest sentit, l'any 1966, el foc va creuar per primer cop la línia divisòria entre estats i va arribar a Vic (Osona), en un trajecte difícil, gairebé clandestí per aquella època.
Va morir l'any 1975 a la seva localitat natal d'Arles i, per la diada de 2021, s'hi va inaugurar una placa d'homenatge al carrer amb la inscripció en francès «Aire François Pujade».